# Puchar Top Teams siatkarek (2005/2006)
Puchar Top Teams 2005/2006 – 6. sezon turnieju rozgrywanego od 2001 roku, organizowanego przez Europejską Konfederację Piłki Siatkowej (CEV) w ramach europejskich pucharów dla żeńskich klubowych zespołów siatkarskich „starego kontynentu”.

## Drużyny uczestniczące
- VC Troon
- CS Știința Bacău
- Sparkasse Klagenfurt
- Vasas SC
- AEL Limassol
- Dauphines Charleroi
- CV Albacete
- AMVJ Amstelveen
- Filathlitikos Saloniki
- Edinburgh Volley
- Zeiler Köniz
- VBC Esch
- Slávia UK SLSP Bratysława
- Famalicense Atletico Clube
- Lyngby Volley
- Belbusinessbank Mińsk
- OK Kaštel
- VK Královo Pole Brno
- SVS Post Schwechat
- OMS Senica
- Anorthosis Famagusta
- Nyíregyházi FRK
- Slavyanka Mińsk
- Dinamo Moskwa
- Hit Nova Gorica
- Vanajan Hämeenlinna
- Panathinaikos Ateny
- Minatori Rrëshen
- Voléro Zurych
- CSU Metal Gałacz
- Aalborg HIK
- Volley 80 Petange
- Poštar 064 Belgrad
- Centrostal Pałac Bydgoszcz
- Euphony Tongeren
- Sant’Orsola Asystel Novara
- Jedinstvo Užice
- Kruh Czerkasy
- MVS La Rochette
- Longa'59 Lichtenvoorde

## Rozgrywki

### Runda kwalifikacyjna
| Data       | Drużyna 1 | Wynik | Drużyna 2   | Sety                              |
| ---------- | --------- | ----- | ----------- | --------------------------------- |
| 17.09.2005 | VC Troon  | 3:1   | Aalborg HIK | 20:25, 15:25, 25:23, 25:14, 10:15 |
| 18.09.2005 | VC Troon  | 3:0   | Aalborg HIK | 24:26, 21:25, 24:26               |

### Runda wstępna

#### Grupa A
Klagenfurt
Tabela
| Lp. | Drużyna              | Pkt | Mecze | Mecze | Mecze | Sety | Sety | Sety  | Małe punkty | Małe punkty | Małe punkty |
| Lp. | Drużyna              | Pkt | M     | W     | P     | wyg. | prz. | ratio | zdob.       | str.        | ratio       |
| --- | -------------------- | --- | ----- | ----- | ----- | ---- | ---- | ----- | ----------- | ----------- | ----------- |
| 1   | CS Știința Bacău     | 6   | 3     | 3     | 0     | 9    | 1    | 9.000 | 247         | 165         | 1.497       |
| 2   | Sparkasse Klagenfurt | 5   | 3     | 2     | 1     | 7    | 3    | 2.333 | 229         | 198         | 1.157       |
| 3   | Vasas Budapeszt      | 4   | 3     | 1     | 2     | 3    | 6    | 0.500 | 173         | 194         | 0.892       |
| 4   | AEL Limassol         | 3   | 3     | 0     | 3     | 0    | 9    | 0.000 | 133         | 225         | 0.591       |

Wyniki
| Data       | Drużyna 1            | Wynik | Drużyna 2            | Sety                       |
| ---------- | -------------------- | ----- | -------------------- | -------------------------- |
| 2005-10-07 | CS Știința Bacău     | 3:0   | Vasas Budapeszt      | 25:14, 25:16, 25:19        |
| 2005-10-07 | Sparkasse Klagenfurt | 3:0   | AEL Limassol         | 25:17, 25:14, 25:21        |
|            |                      |       |                      |                            |
| 2005-10-08 | AEL Limassol         | 0:3   | Știința Bacău        | 7:25, 13:25, 17:25         |
| 2005-10-08 | Vasas Budapeszt      | 0:3   | Sparkasse Klagenfurt | 15:25, 14:25, 20:25        |
|            |                      |       |                      |                            |
| 2005-10-09 | AEL Limassol         | 0:3   | Vasas Budapeszt      | 11:25, 18:25, 15:25        |
| 2005-10-09 | Știința Bacău        | 3:1   | Sparkasse Klagenfurt | 22:25, 25:20, 25:11, 25:23 |

#### Grupa B
Charleroi
Tabela
| Lp. | Drużyna                | Pkt | Mecze | Mecze | Mecze | Sety | Sety | Sety  | Małe punkty | Małe punkty | Małe punkty |
| Lp. | Drużyna                | Pkt | M     | W     | P     | wyg. | prz. | ratio | zdob.       | str.        | ratio       |
| --- | ---------------------- | --- | ----- | ----- | ----- | ---- | ---- | ----- | ----------- | ----------- | ----------- |
| 1   | Dauphines Charleroi    | 6   | 3     | 3     | 0     | 9    | 4    | 2.250 | 297         | 267         | 1.112       |
| 2   | CV Albacete            | 5   | 3     | 2     | 1     | 8    | 3    | 2.667 | 244         | 199         | 1.226       |
| 3   | AMVJ Amstelveen        | 4   | 3     | 1     | 2     | 5    | 8    | 0.625 | 244         | 280         | 0.871       |
| 4   | Filathlitikos Saloniki | 3   | 3     | 0     | 3     | 2    | 9    | 0.222 | 229         | 268         | 0.854       |

Wyniki
| Data       | Drużyna 1              | Wynik | Drużyna 2              | Sety                              |
| ---------- | ---------------------- | ----- | ---------------------- | --------------------------------- |
| 2005-10-07 | Filathlitikos Saloniki | 0:3   | CV Albacete            | 17:25, 21:25, 15:25               |
| 2005-10-07 | AMVJ Amstelveen        | 2:3   | Dauphines Charleroi    | 25:23, 21:25, 25:20, 14:25, 9:15  |
|            |                        |       |                        |                                   |
| 2005-10-08 | CV Albacete            | 3:0   | AMVJ Amstelveen        | 25:17, 25:16, 25:9                |
| 2005-10-08 | Dauphines Charleroi    | 3:0   | Filathlitikos Saloniki | 25:23, 32:30, 28:26               |
|            |                        |       |                        |                                   |
| 2005-10-09 | AMVJ Amstelveen        | 3:2   | Filathlitikos Saloniki | 25:16, 25:17, 23:25, 19:25, 16:14 |
| 2005-10-09 | Dauphines Charleroi    | 3:2   | CV Albacete            | 25:16, 23:25, 25:15, 16:25, 15:13 |

#### Grupa C
Köniz
Tabela
| Lp. | Drużyna                   | Pkt | Mecze | Mecze | Mecze | Sety | Sety | Sety  | Małe punkty | Małe punkty | Małe punkty |
| Lp. | Drużyna                   | Pkt | M     | W     | P     | wyg. | prz. | ratio | zdob.       | str.        | ratio       |
| --- | ------------------------- | --- | ----- | ----- | ----- | ---- | ---- | ----- | ----------- | ----------- | ----------- |
| 1   | Zeiler Köniz              | 6   | 3     | 3     | 0     | 9    | 0    | MAX   | 225         | 117         | 1.923       |
| 2   | Slávia UK SLSP Bratysława | 5   | 3     | 2     | 1     | 6    | 3    | 2.000 | 202         | 141         | 1.433       |
| 3   | Edinburgh Volley          | 4   | 3     | 1     | 2     | 3    | 7    | 0.429 | 157         | 236         | 0.665       |
| 4   | VBC Esch                  | 3   | 3     | 0     | 3     | 1    | 9    | 0.111 | 155         | 245         | 0.633       |

Wyniki
| Data       | Drużyna 1                 | Wynik | Drużyna 2                 | Sety                       |
| ---------- | ------------------------- | ----- | ------------------------- | -------------------------- |
| 2005-10-07 | Edinburgh Volley          | 0:3   | Slávia UK SLSP Bratysława | 8:25, 12:25, 9:25          |
| 2005-10-07 | Zeiler Köniz              | 3:0   | VBC Esch                  | 25:11, 25:10, 25:11        |
|            |                           |       |                           |                            |
| 2005-10-08 | VBC Esch                  | 0:3   | Slávia UK SLSP Bratysława | 10:25, 16:25, 11:25        |
| 2005-10-08 | Zeiler Köniz              | 3:0   | Edinburgh Volley          | 25:14, 25:9, 25:10         |
|            |                           |       |                           |                            |
| 2005-10-09 | Edinburgh Volley          | 3:1   | VBC Esch                  | 20:25, 25:21, 25:20, 25:20 |
| 2005-10-09 | Slávia UK SLSP Bratysława | 0:3   | Zeiler Köniz              | 19:25, 18:25, 15:25        |

#### Grupa D
Vila Nova de Famalicão
Tabela
| Lp. | Drużyna                    | Pkt | Mecze | Mecze | Mecze | Sety | Sety | Sety  | Małe punkty | Małe punkty | Małe punkty |
| Lp. | Drużyna                    | Pkt | M     | W     | P     | wyg. | prz. | ratio | zdob.       | str.        | ratio       |
| --- | -------------------------- | --- | ----- | ----- | ----- | ---- | ---- | ----- | ----------- | ----------- | ----------- |
| 1   | Minchanka Mińsk            | 6   | 3     | 3     | 0     | 9    | 1    | 9.000 | 246         | 164         | 1.500       |
| 2   | OK Kaštela                 | 5   | 3     | 2     | 1     | 7    | 6    | 1.167 | 260         | 264         | 0.985       |
| 3   | Famalicense Atletico Clube | 4   | 3     | 1     | 2     | 5    | 8    | 0.625 | 246         | 288         | 0.854       |
| 4   | Lyngby Volley              | 3   | 3     | 0     | 3     | 3    | 9    | 0.333 | 235         | 271         | 0.867       |

Wyniki
| Data       | Drużyna 1                  | Wynik | Drużyna 2                  | Sety                              |
| ---------- | -------------------------- | ----- | -------------------------- | --------------------------------- |
| 2005-10-07 | Famalicense Atletico Clube | 3:2   | Lyngby Volley              | 26:24, 25:20, 21:25, 15:25, 16:14 |
| 2005-10-07 | Belbusinessbank Mińsk      | 3:1   | OK Kastela                 | 25:17, 25:8, 21:25, 25:12         |
|            |                            |       |                            |                                   |
| 2005-10-08 | OK Kastela                 | 3:2   | Famalicense Atletico Clube | 22:25, 18:25, 25:12, 25:15, 15:13 |
| 2005-10-08 | Belbusinessbank Mińsk      | 3:0   | Lyngby Volley              | 25:18, 25:15, 25:16               |
|            |                            |       |                            |                                   |
| 2005-10-09 | Lyngby Volley              | 1:3   | OK Kastela                 | 22:25, 25:18, 18:25, 13:25        |
| 2005-10-09 | Famalicense Atletico Clube | 0:3   | Belbusinessbank Mińsk      | 18:25, 18:25, 17:25               |

#### Grupa E
Brno
Tabela
| Lp. | Drużyna              | Pkt | Mecze | Mecze | Mecze | Sety | Sety | Sety  | Małe punkty | Małe punkty | Małe punkty |
| Lp. | Drużyna              | Pkt | M     | W     | P     | wyg. | prz. | ratio | zdob.       | str.        | ratio       |
| --- | -------------------- | --- | ----- | ----- | ----- | ---- | ---- | ----- | ----------- | ----------- | ----------- |
| 1   | OMS Senica           | 6   | 3     | 3     | 0     | 9    | 1    | 9.000 | 251         | 176         | 1.426       |
| 2   | Královo Pole Brno    | 5   | 3     | 2     | 1     | 7    | 3    | 2.333 | 231         | 192         | 1.203       |
| 3   | Post Schwechat       | 4   | 3     | 1     | 2     | 3    | 6    | 0.500 | 202         | 199         | 1.015       |
| 4   | Anorthosis Famagosta | 3   | 3     | 0     | 3     | 0    | 9    | 0.000 | 108         | 225         | 0.480       |

Wyniki
| Data       | Drużyna 1            | Wynik | Drużyna 2            | Sety                       |
| ---------- | -------------------- | ----- | -------------------- | -------------------------- |
| 2005-10-07 | Post Schwechat       | 0:3   | OMS Senica           | 20:25, 18:25, 24:26        |
| 2005-10-07 | Královo Pole Brno    | 3:0   | Anorthosis Famagusta | 25:9, 25:9, 25:9           |
|            |                      |       |                      |                            |
| 2005-10-08 | Anorthosis Famagusta | 0:3   | Post Schwechat       | 12:25, 20:25, 13:25        |
| 2005-10-08 | Královo Pole Brno    | 1:3   | OMS Senica           | 25:22, 26:28, 11:25, 16:25 |
|            |                      |       |                      |                            |
| 2005-10-09 | OMS Senica           | 3:0   | Anorthosis Famagusta | 25:14, 25:13, 25:9         |
| 2005-10-09 | Post Schwechat       | 0:3   | Královo Pole Brno    | 20:25, 19:25, 26:28        |

#### Grupa F
Nyiregyhaza
Tabela
| Lp. | Drużyna         | Pkt | Mecze | Mecze | Mecze | Sety | Sety | Sety  | Małe punkty | Małe punkty | Małe punkty |
| Lp. | Drużyna         | Pkt | M     | W     | P     | wyg. | prz. | ratio | zdob.       | str.        | ratio       |
| --- | --------------- | --- | ----- | ----- | ----- | ---- | ---- | ----- | ----------- | ----------- | ----------- |
| 1   | Dinamo Moskwa   | 6   | 3     | 3     | 0     | 9    | 1    | 9.000 | 241         | 175         | 1.377       |
| 2   | Slavyanka Mińsk | 5   | 3     | 2     | 1     | 6    | 6    | 1.000 | 253         | 266         | 0.951       |
| 3   | Nyíregyházi FRK | 4   | 3     | 1     | 2     | 5    | 7    | 0.714 | 251         | 260         | 0.965       |
| 4   | Hit Nova Gorica | 3   | 3     | 0     | 3     | 3    | 9    | 0.333 | 238         | 282         | 0.844       |

Wyniki
| Data       | Drużyna 1       | Wynik | Drużyna 2       | Sety                              |
| ---------- | --------------- | ----- | --------------- | --------------------------------- |
| 2005-10-07 | Slavyanka Mińsk | 0:3   | Dinamo Moskwa   | 21:25, 16:25, 18:25               |
| 2005-10-07 | Nyíregyházi FRK | 3:1   | Hit Nova Gorica | 23:25, 25:22, 25:17, 25:16        |
|            |                 |       |                 |                                   |
| 2005-10-08 | Dinamo Moskwa   | 3:1   | Hit Nova Gorica | 25:12, 16:25, 25:20, 25:14        |
| 2005-10-08 | Slavyanka Mińsk | 3:2   | Nyíregyházi FRK | 18:25, 17:25, 25:16, 25:20, 20:18 |
|            |                 |       |                 |                                   |
| 2005-10-09 | Hit Nova Gorica | 1:3   | Slavyanka Mińsk | 23:25, 25:18, 19:25, 20:25        |
| 2005-10-09 | Nyíregyházi FRK | 0:3   | Dinamo Moskwa   | 19:25, 13:25, 17:25               |

#### Grupa G
Zurych
Tabela
| Lp. | Drużyna             | Pkt | Mecze | Mecze | Mecze | Sety | Sety | Sety  | Małe punkty | Małe punkty | Małe punkty |
| Lp. | Drużyna             | Pkt | M     | W     | P     | wyg. | prz. | ratio | zdob.       | str.        | ratio       |
| --- | ------------------- | --- | ----- | ----- | ----- | ---- | ---- | ----- | ----------- | ----------- | ----------- |
| 1   | Voléro Zurych       | 6   | 3     | 3     | 0     | 9    | 0    | MAX   | 225         | 139         | 1.619       |
| 2   | Panathinaikos Ateny | 5   | 3     | 2     | 1     | 6    | 3    | 2.000 | 202         | 168         | 1.202       |
| 3   | Vanajan Hämeenlinna | 4   | 3     | 1     | 2     | 3    | 6    | 0.500 | 185         | 199         | 0.930       |
| 4   | Minatori Rrëshen    | 3   | 3     | 0     | 3     | 0    | 9    | 0.000 | 119         | 225         | 0.529       |

Wyniki
| Data       | Drużyna 1           | Wynik | Drużyna 2           | Sety                |
| ---------- | ------------------- | ----- | ------------------- | ------------------- |
| 2005-10-07 | Vanajan HÄmeenlinna | 0:3   | Voléro Zurych       | 22:25, 16:25, 11:25 |
| 2005-10-07 | Minatori Rrëshen    | 0:3   | Panathinaikos Ateny | 10:25, 12:25, 10:25 |
|            |                     |       |                     |                     |
| 2005-10-08 | Panathinaikos Ateny | 3:0   | Vanajan HÄmeenlinna | 25:22, 25:17, 25:22 |
| 2005-10-08 | Minatori Rrëshen    | 0:3   | Voléro Zurych       | 10:25, 13:25, 15:25 |
|            |                     |       |                     |                     |
| 2005-10-09 | Vanajan HÄmeenlinna | 3:0   | Minatori Rrëshen    | 25:14, 25:13, 25:22 |
| 2005-10-09 | Voléro Zurych       | 3:0   | Panathinaikos Ateny | 25:20, 25:19, 25:13 |

#### Grupa H
Gałacz
Tabela
| Lp. | Drużyna            | Pkt | Mecze | Mecze | Mecze | Sety | Sety | Sety  | Małe punkty | Małe punkty | Małe punkty |
| Lp. | Drużyna            | Pkt | M     | W     | P     | wyg. | prz. | ratio | zdob.       | str.        | ratio       |
| --- | ------------------ | --- | ----- | ----- | ----- | ---- | ---- | ----- | ----------- | ----------- | ----------- |
| 1   | Poštar 064 Belgrad | 6   | 3     | 3     | 0     | 9    | 0    | MAX   | 227         | 140         | 1.621       |
| 2   | CSU Metal Gałacz   | 5   | 3     | 2     | 1     | 6    | 3    | 2.000 | 212         | 134         | 1.582       |
| 3   | Volley 80 Petange  | 4   | 3     | 1     | 2     | 3    | 7    | 0.429 | 166         | 241         | 0.689       |
| 4   | Aalborg HIK        | 3   | 3     | 0     | 3     | 1    | 9    | 0.111 | 156         | 246         | 0.634       |

Wyniki
| Data       | Drużyna 1          | Wynik | Drużyna 2          | Sety                       |
| ---------- | ------------------ | ----- | ------------------ | -------------------------- |
| 2005-10-07 | Aalborg HIK        | 0:3   | Poštar 064 Belgrad | 7:25, 10:25, 15:25         |
| 2005-10-07 | Metal Gałacz       | 3:0   | Volley 80 Petange  | 25:6, 25:8, 25:10          |
|            |                    |       |                    |                            |
| 2005-10-08 | Poštar 064 Belgrad | 3:0   | Volley 80 Petange  | 25:14, 25:16, 25:16        |
| 2005-10-08 | Aalborg HIK        | 0:3   | Metal Gałacz       | 17:25, 10:25, 6:25         |
|            |                    |       |                    |                            |
| 2005-10-09 | Volley 80 Petange  | 3:1   | Aalborg HIK        | 25:22, 25:22, 21:25, 25:22 |
| 2005-10-09 | Metal Gałacz       | 0:3   | Poštar 064 Belgrad | 17:25, 20:25, 25:27        |

### Faza grupowa

#### Grupa A
Tabela
| Lp. | Drużyna          | Pkt | Mecze | Mecze | Mecze | Sety | Sety | Sety  | Małe punkty | Małe punkty | Małe punkty |
| Lp. | Drużyna          | Pkt | M     | W     | P     | wyg. | prz. | ratio | zdob.       | str.        | ratio       |
| --- | ---------------- | --- | ----- | ----- | ----- | ---- | ---- | ----- | ----------- | ----------- | ----------- |
| 1   | Voléro Zurych    | 10  | 6     | 4     | 2     | 15   | 10   | 1.500 | 550         | 509         | 1.081       |
| 2   | Pałac Bydgoszcz  | 9   | 6     | 3     | 3     | 14   | 12   | 1.167 | 574         | 549         | 1.046       |
| 3   | CS Știința Bacău | 9   | 6     | 3     | 3     | 12   | 12   | 1.000 | 534         | 531         | 1.006       |
| 4   | Datovoc Tongeren | 8   | 6     | 2     | 4     | 7    | 14   | 0.500 | 423         | 492         | 0.860       |

Wyniki
| Data       | Drużyna 1                  | Wynik | Drużyna 2                  | Sety                              |
| ---------- | -------------------------- | ----- | -------------------------- | --------------------------------- |
| 2005-10-26 | Euphony Tongeren           | 3:1   | Centrostal Pałac Bydgoszcz | 25:23, 11:25, 25:17, 25:18        |
| 2005-10-26 | Știința Bacău              | 0:3   | Voléro Zurych              | 23:25, 20:25, 17:25               |
|            |                            |       |                            |                                   |
| 2005-11-01 | Voléro Zurych              | 3:0   | Euphony Tongeren           | 25:16, 25:18, 25:17               |
| 2005-11-03 | Centrostal Pałac Bydgoszcz | 2:3   | Știința Bacău              | 25:27, 19:25, 28:26, 25:18, 12:15 |
|            |                            |       |                            |                                   |
| 2005-11-30 | Euphony Tongeren           | 1:3   | Știința Bacău              | 21:25, 25:21, 21:25, 18:25        |
| 2005-11-30 | Centrostal Pałac Bydgoszcz | 2:3   | Voléro Zurych              | 25:22, 20:25, 22:25, 25:20, 10:15 |
|            |                            |       |                            |                                   |
| 2005-12-06 | Voléro Zurych              | 2:3   | Centrostal Pałac Bydgoszcz | 21:25, 25:22, 15:25, 25:22, 11:15 |
| 2005-12-07 | Știința Bacău              | 3:0   | Euphony Tongeren           | 25:23, 25:12, 25:23               |
|            |                            |       |                            |                                   |
| 2005-12-14 | Știința Bacău              | 1:3   | Centrostal Pałac Bydgoszcz | 25:17, 23:25, 23:25, 27:29        |
| 2005-12-14 | Euphony Tongeren           | 3:1   | Voléro Zurych              | 28:26, 25:23, 15:25, 25:14        |
|            |                            |       |                            |                                   |
| 2005-12-20 | Voléro Zurych              | 3:2   | Știința Bacău              | 23:25, 19:25, 26:24, 25:16, 15:4  |
| 2005-12-20 | Centrostal Pałac Bydgoszcz | 3:0   | Euphony Tongeren           | 25:20, 25:16, 25:14               |

#### Grupa B
Tabela
| Lp. | Drużyna                    | Pkt | Mecze | Mecze | Mecze | Sety | Sety | Sety  | Małe punkty | Małe punkty | Małe punkty |
| Lp. | Drużyna                    | Pkt | M     | W     | P     | wyg. | prz. | ratio | zdob.       | str.        | ratio       |
| --- | -------------------------- | --- | ----- | ----- | ----- | ---- | ---- | ----- | ----------- | ----------- | ----------- |
| 1   | Sant’Orsola Asystel Novara | 11  | 6     | 5     | 1     | 17   | 5    | 3.400 | 539         | 472         | 1.142       |
| 2   | Dinamo Moskwa              | 10  | 6     | 4     | 2     | 13   | 7    | 1.857 | 480         | 392         | 1.224       |
| 3   | Poštar 064 Belgrad         | 8   | 6     | 2     | 4     | 8    | 14   | 0.571 | 467         | 525         | 0.890       |
| 4   | CSU Metal Gałacz           | 7   | 6     | 1     | 5     | 4    | 16   | 0.250 | 377         | 474         | 0.795       |

Wyniki
| Data       | Drużyna 1                  | Wynik | Drużyna 2                  | Sety                              |
| ---------- | -------------------------- | ----- | -------------------------- | --------------------------------- |
| 2005-10-25 | Metal Gałacz               | 1:3   | Sant’Orsola Asystel Novara | 26:24, 19:25, 18:25, 21:25        |
| 2005-10-26 | Poštar 064 Belgrad         | 1:3   | Dinamo Moskwa              | 24:26, 25:23, 12:25, 14:25        |
|            |                            |       |                            |                                   |
| 2005-11-01 | Dinamo Moskwa              | 3:0   | Metal Gałacz               | 25:12, 25:12, 25:19               |
| 2005-11-03 | Sant’Orsola Asystel Novara | 2:3   | Poštar 064 Belgrad         | 22:25, 25:22, 25:27, 25:18, 14:16 |
|            |                            |       |                            |                                   |
| 2005-11-30 | Poštar 064 Belgrad         | 3:0   | Metal Gałacz               | 25:22, 25:23, 25:22               |
| 2005-11-30 | Dinamo Moskwa              | 1:3   | Sant’Orsola Asystel Novara | 22:25, 21:25, 25:22, 22:25        |
|            |                            |       |                            |                                   |
| 2005-12-06 | Sant’Orsola Asystel Novara | 3:0   | Dinamo Moskwa              | 27:25, 25:21, 25:20               |
| 2005-12-07 | Metal Gałacz               | 3:1   | Poštar 064 Belgrad         | 18:25, 25:18, 25:18, 25:14        |
|            |                            |       |                            |                                   |
| 2005-12-14 | Poštar 064 Belgrad         | 0:3   | Sant’Orsola Asystel Novara | 22:25, 28:30, 22:25               |
| 2005-12-15 | Metal Gałacz               | 0:3   | Dinamo Moskwa              | 11:25, 14:25, 13:25               |
|            |                            |       |                            |                                   |
| 2005-12-20 | Sant’Orsola Asystel Novara | 3:0   | Metal Gałacz               | 25:15, 25:15, 25:22               |
| 2005-12-20 | Dinamo Moskwa              | 3:0   | Poštar 064 Belgrad         | 25:21, 25:23, 25:18               |

#### Grupa C
Tabela
| Lp. | Drużyna             | Pkt | Mecze | Mecze | Mecze | Sety | Sety | Sety  | Małe punkty | Małe punkty | Małe punkty |
| Lp. | Drużyna             | Pkt | M     | W     | P     | wyg. | prz. | ratio | zdob.       | str.        | ratio       |
| --- | ------------------- | --- | ----- | ----- | ----- | ---- | ---- | ----- | ----------- | ----------- | ----------- |
| 1   | OMS Senica          | 10  | 6     | 4     | 2     | 12   | 8    | 1.500 | 458         | 426         | 1.075       |
| 2   | Dauphines Charleroi | 10  | 6     | 4     | 2     | 13   | 9    | 1.444 | 495         | 483         | 1.025       |
| 3   | Kruh Czerkasy       | 9   | 6     | 3     | 3     | 11   | 12   | 0.917 | 496         | 504         | 0.984       |
| 4   | Jedinstvo Užice     | 7   | 6     | 1     | 5     | 8    | 15   | 0.533 | 497         | 533         | 0.932       |

Wyniki
| Data       | Drużyna 1           | Wynik | Drużyna 2           | Sety                              |
| ---------- | ------------------- | ----- | ------------------- | --------------------------------- |
| 2005-10-26 | OMS Senica          | 3:0   | Kruh Czerkasy       | 25:16, 25:17, 25:16               |
| 2005-10-26 | Jedinstvo Užice     | 3:0   | Dauphines Charleroi | 25:22, 25:23, 25:11               |
|            |                     |       |                     |                                   |
| 2005-11-02 | Dauphines Charleroi | 3:0   | OMS Senica          | 25:18, 25:17, 25:22               |
| 2005-11-01 | Kruh Czerkasy       | 3:1   | Jedinstvo Užice     | 24:26, 25:16, 25:21, 25:21        |
|            |                     |       |                     |                                   |
| 2005-11-30 | OMS Senica          | 3:1   | Jedinstvo Užice     | 25:16, 26:24, 22:25, 25:13        |
| 2005-12-01 | Kruh Czerkasy       | 2:3   | Dauphines Charleroi | 27:29, 17:25, 25:22, 25:19, 7:15  |
|            |                     |       |                     |                                   |
| 2005-12-08 | Dauphines Charleroi | 3:0   | Kruh Czerkasy       | 25:20, 25:22, 25:22               |
| 2005-12-07 | Jedinstvo Užice     | 0:3   | OMS Senica          | 17:25, 25:27, 23:25               |
|            |                     |       |                     |                                   |
| 2005-12-14 | Jedinstvo Užice     | 2:3   | Kruh Czerkasy       | 25:20, 25:23, 23:25, 23:25, 11:15 |
| 2005-12-14 | OMS Senica          | 3:1   | Dauphines Charleroi | 25:21, 26:24, 22:25, 25:14        |
|            |                     |       |                     |                                   |
| 2005-12-20 | Dauphines Charleroi | 3:1   | Jedinstvo Užice     | 25:22, 25:22, 20:25, 25:19        |
| 2005-12-20 | Kruh Czerkasy       | 3:0   | OMS Senica          | 25:21, 25:17, 25:15               |

#### Grupa D
Tabela
| Lp. | Drużyna                | Pkt | Mecze | Mecze | Mecze | Sety | Sety | Sety  | Małe punkty | Małe punkty | Małe punkty |
| Lp. | Drużyna                | Pkt | M     | W     | P     | wyg. | prz. | ratio | zdob.       | str.        | ratio       |
| --- | ---------------------- | --- | ----- | ----- | ----- | ---- | ---- | ----- | ----------- | ----------- | ----------- |
| 1   | MVS La Rochette        | 11  | 6     | 5     | 1     | 16   | 5    | 3.200 | 515         | 429         | 1.200       |
| 2   | Longa'59 Lichtenvoorde | 10  | 6     | 4     | 2     | 14   | 9    | 1.556 | 517         | 484         | 1.068       |
| 3   | Zeiler Köniz           | 9   | 6     | 3     | 3     | 12   | 11   | 1.091 | 534         | 506         | 1.055       |
| 4   | Belbusinessbank Mińsk  | 6   | 6     | 0     | 6     | 1    | 18   | 0.056 | 326         | 475         | 0.686       |

Wyniki
| Data       | Drużyna 1              | Wynik | Drużyna 2              | Sety                              |
| ---------- | ---------------------- | ----- | ---------------------- | --------------------------------- |
| 2005-10-26 | Longa'59 Lichtenvoorde | 1:3   | MVS La Rochette        | 21:25, 13:25, 25:20, 15:25        |
| 2005-10-27 | Belbusinessbank Mińsk  | 1:3   | Zeiler Köniz           | 17:25, 25:21, 23:25, 19:25        |
|            |                        |       |                        |                                   |
| 2005-11-02 | MVS La Rochette        | 3:0   | Belbusinessbank Mińsk  | 25:10, 25:21, 25:20               |
| 2005-11-03 | Zeiler Köniz           | 2:3   | Longa'59 Lichtenvoorde | 25:20, 24:26, 19:25, 25:22, 11:15 |
|            |                        |       |                        |                                   |
| 2005-11-30 | Longa'59 Lichtenvoorde | 3:0   | Belbusinessbank Mińsk  | 25:10, 25:16, 25:16               |
| 2005-11-30 | MVS La Rochette        | 3:0   | Zeiler Köniz           | 25:16, 27:25, 30:28               |
|            |                        |       |                        |                                   |
| 2005-12-08 | Belbusinessbank Mińsk  | 0:3   | Longa'59 Lichtenvoorde | 17:25, 17:25, 13:25               |
| 2005-12-07 | Zeiler Köniz           | 3:1   | MVS La Rochette        | 25:19, 25:19, 19:25, 25:23        |
|            |                        |       |                        |                                   |
| 2005-12-14 | Longa'59 Lichtenvoorde | 3:1   | Zeiler Köniz           | 25:21, 25:21, 23:25, 27:25        |
| 2005-12-15 | Belbusinessbank Mińsk  | 0:3   | MVS La Rochette        | 20:25, 17:25, 19:25               |
|            |                        |       |                        |                                   |
| 2005-12-20 | Zeiler Köniz           | 3:0   | Belbusinessbank Mińsk  | 25:7, 25:12, 29:27                |
| 2005-12-20 | MVS La Rochette        | 3:1   | Longa'59 Lichtenvoorde | 27:29, 25:22, 25:14, 25:20        |

### Ćwierćfinał
| Data       | Drużyna 1                  | Wynik | Drużyna 2              | Sety                              |
| ---------- | -------------------------- | ----- | ---------------------- | --------------------------------- |
| 11.01.2006 | Sant’Orsola Asystel Novara | 3:0   | Dauphines Charleroi    | 25:16, 25:8, 25:11                |
| 18.01.2006 | Sant’Orsola Asystel Novara | 3:1   | Dauphines Charleroi    | 25:20, 25:23, 23:25, 25:15        |
| 11.01.2006 | MVS La Rochette            | 0:3   | Dinamo Moskwa          | 20:25, 23:25, 23:25               |
| 18.01.2006 | MVS La Rochette            | 0:3   | Dinamo Moskwa          | 17:25, 11:25, 16:25               |
| 10.01.2006 | Voléro Zurych              | 2:3   | Longa'59 Lichtenvoorde | 19:25, 25:16, 24:26, 25:21, 7:15  |
| 19.01.2006 | Voléro Zurych              | 3:2   | Longa'59 Lichtenvoorde | 27:25, 22:25, 22:25, 26:24, 15:10 |
| 11.01.2006 | Centrostal Pałac Bydgoszcz | 3:1   | OMS Senica             | 21:25, 25:18, 25:20, 25:18        |
| 18.01.2006 | Centrostal Pałac Bydgoszcz | 2:3   | OMS Senica             | 25:16, 19:25, 25:23, 29:31, 15:17 |

### Turniej finałowy
Moskwa

#### Półfinał
| Data       | Drużyna 1                  | Wynik | Drużyna 2                  | Sety                |
| ---------- | -------------------------- | ----- | -------------------------- | ------------------- |
| 2006-03-12 | Sant’Orsola Asystel Novara | 3:0   | Centrostal Pałac Bydgoszcz | 25:21, 25:15, 25:23 |
| 2006-03-12 | Dinamo Moskwa              | 3:0   | Longa'59 Lichtenvoorde     | 25:17, 25:21, 25:16 |

#### Mecz o 3. miejsce
| Data       | Drużyna 1              | Wynik | Drużyna 2                  | Sety                |
| ---------- | ---------------------- | ----- | -------------------------- | ------------------- |
| 2006-03-12 | Longa'59 Lichtenvoorde | 3:0   | Centrostal Pałac Bydgoszcz | 25:23, 25:16, 25:21 |

#### Finał
| Data       | Drużyna 1                  | Wynik | Drużyna 2     | Sety                |
| ---------- | -------------------------- | ----- | ------------- | ------------------- |
| 2006-03-12 | Sant’Orsola Asystel Novara | 3:0   | Dinamo Moskwa | 25:17, 25:21, 28:26 |

## Klasyfikacja końcowa
| Miejsce | Drużyna                    |
| ------- | -------------------------- |
| złoto   | Sant’Orsola Asystel Novara |
| srebro  | Dinamo Moskwa              |
| brąz    | Longa'59 Lichtenvoorde     |
| 4.      | Centrostal Pałac Bydgoszcz |